# アダム・ヤウク
アダム・ヤウク（英語: Adam Yauch、本名：アダム・ナサニエル・ヤウク、英語: Adam Nathaniel Yauch、1964年8月5日 – 2012年5月4日）は、MCAの名でも知られるアメリカ合衆国のラッパー、ベーシスト、映画製作者であり、ヒップホップグループ「ビースティ・ボーイズ」の創設メンバーである。 
音楽活動に加えて、彼はバンドのミュージック・ビデオの多くを監督し、プロモーション写真の多くを撮影し、そのような仕事ではしばしばナサニエル・ホーンブロウワー（Nathaniel Hörnblower）という別名を使用した。
ヤウクは、ニューヨーク市に拠点を置く独立系映画制作・配給会社、オシロスコープ・ラボラトリーズを設立。また仏教徒としてチベット独立運動に参加し、チベタン・フリーダム・コンサートを主催した。 彼は2012年に耳下腺癌で亡くなり、その後ビースティ・ボーイズは解散した。

## 生涯

### 初期の人生と教育
ヤウクはニューヨーク市のブルックリンで生まれ、一人っ子であった。 父親のノエルは建築家で、母親のフランシスはソーシャルワーカーであった。 ヤウクの母親はユダヤ人、父親はカトリック教徒であったが、彼はブルックリンのブルックリンハイツで無宗教として育てられた。
ヤウクはブルックリンのミッドウッド地区にあるエドワード・R・マロー高校に通った。 高校では独学でベースギターを学び、ジョン・ベリー、ケイト・シェレンバック、マイケル・ダイアモンドとともにハードコア・パンク・バンド、ヤング・アボリジンズからビースティ・ボーイズを結成した。 彼らはレーガン・ユースの流れを汲むハードコア・パンク・バンドでありながら、彼の17歳の誕生日に最初のショーを行った。 彼は中退するまで2年間バード大学に通った。
彼のステージ・ネームであるMCAはMCアダム(Master of Ceremonies Adam)の頭文字を取ったものである。

### ビースティ・ボーイズ
ヒップホップトリオのビースティ・ボーイズは、ヤウクが22歳のときにファースト・アルバム「ライセンシング・トゥ・イル」をデフ・ジャム・レコードからリリースした。ヤウクは多くの場合、ナサニアル・ホーンブロウワーの名でビースティ・ボーイズのミュージックビデオを監督した。
2002 年、ヤウクはオシロスコープ・ラボラトリーズと呼ばれるレコーディング スタジオをニューヨーク市に建設した。 またヤウクは、オシロスコープ・ピクチャーズという独立系映画配給会社を設立した。 彼は 2006 年のビースティ・ボーイズのコンサート映画「オーサム」を監督した。
ビースティ・ボーイズは、2010年までに世界中で4,000万枚のレコードを販売した。 2012 年 4 月、グループはロックの殿堂入りを果たしましたが、ヤウクは病気のため欠席した。ビースティ・ボーイズのバンドメンバーたちは欠席したヤウクに敬意を表し、ヤウクからの手紙が聴衆に読み上げられた。
2011 年、ヤウクは 2 年間通ったバード大学から芸術文学部門でチャールズ・フリント・ケロッグ賞を受賞した。 この賞はアメリカの芸術的または文学的遺産への多大な貢献を称えて与えられるものである。

### その他のプロダクション
ヤウクは、ニューヨーク市ハーレムのラッカーパークで開催されたバスケットボールの大会での高校バスケットボールの有望選手 8 人を描いた 2008 年の映画「Gunnin' For That #1 Spot」を監督した。
ヤウクは、またハードコア・パンク バンド バ「ド・ブレインズ のカムバック アルバム、Build a Nation (2007年) をプロデュースした。 バッド・ブレインズが「イントゥ・ザ・フューチャー」（2012年）をリリースしたとき、バンドはこのアルバムを数ヶ月前に亡くなった長年の友人で後援者であるヤウクに捧げた。
さらに、オシロスコープ・ラボラトリーズは、ケリー・ライチャードの「ウェンディ・アンド・ルーシー」（2008年）、オーレン・ムーバーマンの「メッセンジャー」（2009年）、リン・ラムゼイの「ウィー・ニード・トゥ・トーク・アバウト・ケビン」（2011年）もリリースしている。

### 私生活
ヤウクは熱心な仏教徒であった。 彼はチベット独立運動の重要な発言者となり、チベット独立を専門とする非営利団体であるミラレパ基金を設立し、チベタン・フリーダム・コンサートなど、その大義を支援するための慈善コンサートをいくつか開催した。
1995年、ハーバード大学でダライ・ラマの講演会に出席していた際、妻のチベット系アメリカ人のデチェン・ワンドゥと出会った。 彼らは1998年に結婚し、同年に娘が生まれた。
1998年のMTVビデオ・ミュージック・アワードでビデオ・ヴァンガード賞を受賞した際、ヤウクはイスラム諸国におけるアメリカの戦争とイスラム教徒とアラブ人に対する偏見を非難した。

### 病気、死
2009 年 7 月、ヤウクは耳下腺とリンパ節の癌と診断された。 彼は手術と放射線治療を受け、「ホット・ソース・コミッティー・パート１」の公開が２011年まで遅れ、ビースティ・ボーイズが予定していたツアーは中止となった。 また、公開の際アルバムタイトルは「ホット・ソース・コミッティー・パート2」に改名された。彼はアルバムのミュージックビデオに出演できなかった。 当時、ヤウクは癌を「非常に治療可能」であると述べていた。
ヤウクは2012年5月4日にニューヨーク市で47歳で死去した。 ヤウクは遺言の中で、自分の音楽を広告に使用してはならないという言葉を残しているが、そのような遺言の法的有効性は疑問視されている。
2013年5月3日、ブルックリンハイツのパルメット・プレイグラウンドの名前をアダム・ヤウク・パークに変更する式典が行われた。

## ディスコグラフィ
以下は、ビースティ・ボーイズ名義
- Licensed to Ill (1986)
- Paul's Boutique (1989)
- Check Your Head (1992)
- Ill Communication (1994)
- Hello Nasty (1998)
- To the 5 Boroughs (2004)
- The Mix-Up (2007)
- Hot Sauce Committee Part Two (2011)